# Тежка промишленост
Тежка промишленост (също тежка индустрия), във вторичния икономически сектор е клон на икономиката, посветен на добива и преработката на суровини, като например руди, използвани в стоманата, нефта и производството на машини за такива цели. Тя преработва суровините от произхода им в големи количества, с изключение на селскостопански продукти, като ги превръща в полу-преработени, за да бъдат по-късно използвани за производството на други стоки за крайно потребление.
В тежката промишленост се разграничават като основни отрасли, металургията и химическата промишленост.
Металургичната промишленост е с висока степен на зависимост по отношение на суровините, изисква много големи инвестиции и заема голям дял в промишления сектор.
Металургичната промишленост произвежда: блокчета, изковки, тръби, стоманени плоскости, желязо, алуминий и други метали, за по нататъшна преработка.
Химическата промишленост е по-разнообразна, като използва по-широка гама от суровини, твърди, течни и газообразни — пирит, негасена вар, сол, растителни и животински продукти и др.
Най-често срещаните продукти са: торове, багрила, експлозиви, пластмаси, гума, каучук, почистващи препарати, влакна, фотографски продукти, фармацевтични продукти и др. Като подсектор на химическата промишленост е нефтената рафинерия.